# Jules Halbart
Jules Henri Halbart (Rocourt, 22 juli 1845 - Luik, 1 augustus 1922) was een Belgisch volksvertegenwoordiger.

## Levensloop
Halbart was een zoon van notaris Jean Halbart en van Marie Renard. Hij trouwde met Berthe de Rossius.
Hij promoveerde tot doctor in de rechten (1866) aan de Universiteit van Luik en vestigde zich als advocaat (1866-1881) in Luik. Hij was ook industrieel.
In 1872 werd hij verkozen tot provincieraadslid voor Luik en vervulde dit mandaat tot in 1892. Hij werd toen liberaal volksvertegenwoordiger voor het arrondissement Luik, een mandaat dat hij uitoefende tot in 1894.